# 西田耕三 (地方史家)
西田 耕三（にしだ こうぞう、1933年（昭和8年）2月16日 - 2016年12月27日）は、日本のフリーライター、地方史家、出版事業者。宮城県気仙沼市出身。大学（不明）中退後、記者、商工会議所勤務を経て、1976年より出版社・耕風社を始める。『三陸地方総合誌』主宰。東日本大震災で住居が全壊し、山形県にて被災避難生活していた。

## 著書
- 気仙の戦国誌 上 （NSK地方出版社、1978年）
- 三陸地域史の謎 西田耕三地域史論集 （三陸地域史研究会、1980年）
- 1980・経営学者の考察 （白桃書房、1980年）
- 千葉留三郎伝 （NSK地方出版、1981年）
- 幕末・明治雑記帳 近代気仙沼庶民誌 （三陸地域史研究会、1981年）
- 落合直文を知るために （NSK地方出版 さんりく文庫、1983年 のち耕風社）
- 熊谷一族 上巻 （NSK地方出版社、1983年）
- 気仙沼かわら版 近世庶民誌 （三陸地域史研究会、1983年）
- 鮎貝累代記 （全3巻 鮎貝累代記刊行委員会、1983年 - 1984年）
- 朝鮮人虐殺・矢作事件 （NSK地方出版 さんりく文庫、1984年 のち耕風社）
- 小山東助ノート （NSK地方出版 さんりく文庫、1985年）
- 連祷 詩集 （NSK地方出版社、1985年）
- 気仙庶民史談 （NSK地方出版 さんりく文庫、1986年）
- 気仙沼船員組合史 （執筆・編集 気仙沼船員労働福祉協会、1987年）
- 気仙沼市史批判 まちがいだらけの『気仙沼市史Ⅰ自然編』 （耕風社、1988年）
- 第九代横綱秀ノ山雷五郎物語 （耕風社、1988年）
- 地域と文学 菅江真澄『はしわのわかば』考 （西田耕三著作集 耕風社、1989年）
- 地域と文学 気仙沼・気仙・東山紀行記考1 （西田耕三著作集 耕風社、1989年）
- 気仙三十六騎 気仙史誌 （耕風社、1993年）
- 船頭伝兵衛漂流記覚書 （西田耕三著作集 耕風社、1993年）
- 評伝 粟野健次郎 （耕風社 みやぎ地域選書、1997年）
- セバスチャン・ビスカイノ金銀島探検記 （耕風社、1998年）
- 気仙沼大島の記憶 詩人水上不二の人と作品 （彩流社、2012年）

### 編纂
- けせんぬま史話 千葉桑園記録 （編 NSK地方出版社 気仙沼双書、1977年）
- 宿願八十年の鉄路 三陸鉄道気仙沼線沿革史 （編著 気仙沼企画、1977年）
- 地方の野球誌 気仙沼・本吉・陸前高田・千厩の野球変遷史 1 （編 NSK地方出版社 気仙沼叢書、1977年）
- 続・けせんぬま史話 千葉桑園記録 （編 NSK地方出版社 気仙沼双書、1978年）
- 南三陸災害史 津波・火災と消防の記録 （編 NSK地方出版社 気仙沼双書、1978年）
- すばらしい朝を抱いて 障害児を育む愛の記録 （松井一恵共著 彩流社、1981年）
- 千葉周作 （編 NSK地方出版 さんりく文庫、1983年）
- 大正デモクラシーの使徒 小山東助政治論集 （編 NSK地方出版 さんりく文庫、1984年）
- 葛西氏諸系図集成 （編 葛西史資料集成 耕風社、1991年）
- 葛西大崎一揆関係文献 （編 葛西史資料集成 耕風社、1992年）
- 春日丸船頭伝兵衛漂流記 史料 （編 耕風社、1992年）
- 『炎立つ』とわがまち （編 宮城地域史学協議会、1993年）
- 陸奥話記・奥州後三年記 現代語釈 （改訂 耕風社、1993年）
- 吉野作造と仙台 （編 宮城地域史学協議会、1993年）
- 稲子沢古文書集成 気仙史料 （全3巻 解読・編 耕風社、1994年）
- 『女川飯田口説』考 （編 宮城地域史学協議会、1994年）
- 葛西中金山文書 地域史料 （解読・編集 耕風社、1994年）
- 謎の登米氏に迫る シンポジウム記録 （編 宮城地域史学協議会、1994年）
- 葛西中諸氏族系図 1 （編 葛西史史料集成 耕風社、1995年）
- 気仙郡大肝入吉田家文書 嘉永六年南部一揆関係 気仙史料 （編 耕風社、1995年）
- 仙台領切支丹史 （編集 仙台領切支丹研究会、1994年 - 1995年）
- 八巻本関藩列臣録 （編 関元竜原著 全4巻 耕風社、1995年）
- 歌津敵討物語（編 地域史学研究会 みやぎ地域選書シリーズ、1996年）
- 日本最初の翻訳ミステリー小説 吉野作造と神田孝平（編 耕風社 みやぎ文学館ライブラリー、1997年）
- 葛西左京太夫晴信文書 （編 葛西史史料集成 第4巻 耕風社、1998年）
- 歌人菅野真澄 人と作品 地域の文学 （編 耕風社、1998年）

## 参考
- ISBN 978-4-7791-1761-9
- 『現代日本人名録』2002年